# Ме-Зоши
Ме-Зо̀ши (на португалски: Mé-Zóchi) е един от 7-те окръга на Сао Томе и Принсипи. Разположен е на остров Сао Томе. Столицата на окръга е град Тринидаде. Площта му е 122 квадратни километра, а населението – 52 967 души (по изчисления за май 2020 г.). В окръга има няколко училища, стадион, няколко площади и пристанище. Има също красиви плажове и много църкви.
Изменение на населението на окръга
- 1940 18 422 (30,4% от цялото население)
- 1950 18 056 (30,0% от цялото население)
- 1960 20 374 (31,7% от цялото население)
- 1970 20 550 (27,9% от цялото население)
- 1981 24 258 (25,1% от цялото население)
- 1991 29 758 (25,3% от цялото население)
- 2001 35 105 (25,5% от цялото население)